# Кирисима, Эрико
Еле́на Па́влова (яп. エリアナ・パヴロワ Эриана Павурова) (22 марта 1899 — 6 мая 1941) — русская и японская балерина, основавшая первую в Японии балетную школу. Заложила основы преподавания балета в Японии и внесла весомый вклад в его популяризацию в стране.

## Биография
Родилась в Санкт-Петербурге в русской дворянской семье. Спасаясь с матерью и сестрой от революции, побывала в Хельсинки, Харбине, Шанхае, пока не оказалась в Японии в 1920 году. В 1921 появилась в фильме Осаная Каору на недавно образованной студии «Сётику».
В 1927 на территории современной Камакуры открыла первую в Японии балетную школу, в которой впоследствии обучались такие деятели японского балета, как Юсаку Адзума, Акико Татибана, Кондо Рэйко, Отаки Айко, Хироси Симада, Яоко Кайтани и другие.
В 1937 году получила японское гражданство, официально изменив имя на Эрико Кирисима (яп. 霧島 エリ子 Кирисима Эрико).
6 мая 1941 года умерла от болезни в Нанкине во время тура в поддержку японской армии. Память о ней хранится в храме Ясукуни.
Управление балетной школой после смерти Елены взяли на себя её мать, Наталья (1872—1956) и сестра, Надежда (1905—1982). Из-за серьёзной травмы ноги, полученной во время крупного землетрясения 1923 года в Канто, Надежда Павлова не могла полноценно заниматься школой, но с помощью бывших учеников Елены и друзей семьи Павловых, школа просуществовала до осени 1962 года, когда было дано последнее представление.
«Музей Павловых в Камакуре» был открыт в 1996 году. Балетное сообщество Японии установило перед входом памятную табличку с надписью «Родина японского балета».